# برازوسين
برازوسين (بالإنجليزية: Prazosin)‏ هو دواء يُستعمل في علاج:
- متلازمة رينو[9]
- احتباس البول[9]
- ضخامة البروستات[9]
- ارتفاع ضغط الدم[9][10]
- اضطراب الكرب التالي للصدمة النفسية[10]

## دوره
يلعب هذا الدواء دورًا في علاج الأمراض كونه:
- حاصرات ألفا
- خافضات ضغط الدم

## موانع الاستعمال
- في حالة الحساسية للدواء
- الأطفال دون سن 12
- مرضى انخفاض الضغط الموضعي
- فقدان الوعي نتيجة صعوبة التبول
- الفشل القلبي نتيجة انسداد ميكانيكي في القلب وأمراض الصمامات وجلطات الرئتين